# Rudolf Vimer
Rudolf Vimer (Belovár, 1863. március 21. – Zágráb, 1933. október 28.), horvát katolikus pap, teológus, nyelvtudós, egyházi író, akadémikus, egyetemi tanár, a Zágrábi Egyetem rektora.

## Élete és munkássága
Kilencedik gyermekként született egy osztrák származású belovári családban. Édesanyjának volt egy pap bátyja, aki segítette az iskoláztatásban. Az általános iskolát Belovárban végezte, a középiskolát pedig már a zágrábi Főegyházmegyei Szeminárium növendékeként, kitűnő eredménnyel fejezte be. Teológiát Zágrábban tanult, majd a bécsi Collegium Pazmanianumban diplomázott. Nagyon fiatalon, 22 évesen szentelték pappá. 1885-től Belovárban az Ávilai Szent Teréz-plébániatemplomban szolgált. Ezután káplán volt Károlyvárosban, majd Zágrábban, a Szent Péter-plébánián, egyúttal a Főegyházmegyei Szeminárium prefektusaként általános iskolák hitoktatója volt. 1890-től a Felsővárosi Gimnázium hitoktatója és a Nemesi Kollégium prefektusa.
1892-ben Bécsben teológiai doktorátust szerzett, majd a Zágrábi Egyetem Hittudományi Karának adjunktusává nevezték ki a Keleti Nyelvek (arab, szír és káld) Tanszékre.  1895-ben a horvátországi, szlavóniai és dalmáciai tartományi kormány ösztöndíjával tudományos utakon vett részt a közel-keleti országokban. Bejárta Palesztinát, Szíriát és Egyiptomot, részt vett egy expedícióban a Sínai-hegyhez.
A Hittudományi Karon az Újszövetség bevezető tudományainak és a Szentírás értelmezésének rendes professzora lett. Tudós hírnevéből adódóan a kar dékánja, majd az egyetem rektora (1900/1901), valamint a Jugoszláv Tudományos és Művészeti Akadémia levelező tagja lett. 1911-től a Zágrábi Káptalan kanonokja. Ismerte a legtöbb európai nyelvet, valamint latin, görög és keleti nyelveket. Meglátogatta Európa és a Közel-Kelet legnagyobb könyvtárait. Párizs, London, Róma és Bécs leghíresebb könyvtáraiban tartózkodott, és magának is nagy könyvtára volt. Vimer a maga idejében a Zágrábi főegyházmegye legtudósabb papja volt, nagyon buzgón végezte papi feladatait, és a hívek kedvence volt. Bibliai témákban is termékeny író volt. Ő írta Jézus Krisztus legjobb horvát életrajzát három könyvben és megírta Szent Pál életét. A Teológiai Szemlében és a Katolikus Közlönyben közölt tudományos és szakmai munkái mellett imakönyveket, fiataloknak szóló didaktikai irodalmat és polemikus műveket írt.
Nagy jótevőként is ismerték. Segítette a szegényeket, a humanitárius és kulturális intézményeket, gazdag könyvtárát a Hittudományi Karnak ajándékozta. Idős korára százezer osztrák koronát hagyott hátra azzal a szándékkal, hogy Belovárban ferences kolostort építsenek, amit el is ért. 1933-ban Zágrábban halt meg, és a Mirogoj temetőben káptalan közös sírjában temették el.

## Főbb művei
- Uvod u svete knjige Novoga Zavjeta (1903.)
- Život svetoga Pavla (1907.)
- Muka Gospodina našega Isusa Krista (1910.)
- Istočni običaji i Sveto Pismo (cikksorozat a Bogoslovskoj smotri folyóiratban, 1911. – 1913.)
- Isus Krist: život našeg Spasitelja (I–III, 1925. – 27.)

## Emlékezete
A kolostor alapítójaként Belovárban a Szent Antal ferences templomban és kolostorban emléktáblát állítottak tiszteletére.